# Adrian Borland
 (novembre 2011).
Si vous disposez d'ouvrages ou d'articles de référence ou si vous connaissez des sites web de qualité traitant du thème abordé ici, merci de compléter l'article en donnant les références utiles à sa vérifiabilité et en les liant à la section « Notes et références ».
Adrian Kelvin Borland, né le 6 décembre 1957 à Londres et mort le 26 avril 1999 dans la même ville, était un chanteur, auteur-compositeur, guitariste et producteur anglais. 
Il est principalement connu pour son rôle au sein du groupe de post-punk The Sound.

## Biographie
Né à Londres en Angleterre, Adrian Borland est essentiellement connu pour avoir été le chanteur et compositeur de The Sound. Auparavant, il fut membre du trio punk rock The Outsiders (en), premier groupe punk anglais autoproduisant leur album, Calling on Youth (en) (1977). Après la séparation de The Sound en 1987, Borland a commencé une carrière solo. Celle-ci comprend sept albums (certains sortis à titre posthume) et plusieurs EP (Extended Play), ainsi qu'une participation en tant que guitariste au sein de Honolulu Mountain Daffodils, sous le pseudonyme de Joachim Pimento.
Le 26 avril 1999, Borland s'est suicidé à Londres, Angleterre en se jetant sous un train à la gare de Wimbledon. Il était en cours d'enregistrement d'un nouvel album. Après sa mort, un album-hommage a été publié en 2001 sous le nom de In Passing – A Tribute to Adrian Borland and The Sound.

## Anecdotes
Il a été dit que sa chanson favorite de tous les temps est The Whole of the Moon de The Waterboys.
Le film de Série B Psychomania (en) (1971) est connu pour être son préféré.

## Discographie

### Albums studio
- 1977 : The Outsiders - Calling On Youth
- 1978 : The Outsiders - Close Up
- 1978 : The Crazies - A Simple Vision
- 1981 : Second Layer - World of Rubber
- 1987 : Honolulu Mountain Daffodils - Guitars of the Oceanic Undergrowth
- 1988 : Honolulu Mountain Daffodils - Tequila Dementia
- 1989 : Adrian Borland & The Citizens - Alexandria
- 1991 : Honolulu Mountain Daffodils - Aloha Sayonara
- 1992 : Adrian Borland & The Citizens - Brittle Heaven
- 1994 : Adrian Borland - Beautiful Ammunition
- 1995 : White Rose Transmission - White Rose Transmission
- 1995 : Adrian Borland - Cinematic
- 1997 : Adrian Borland - 5:00 AM
- 1999 : White Rose Transmission - 700 Miles of Desert
- 2000 : Adrian Borland - The Last Days Of The Rain Machine
- 2002 : Adrian Borland - Harmony & Destruction
- 2006 : Adrian Borland - The Amsterdam Tapes
- 2019 : Adrian Borland - Lovefield

#### EPs et singles
- 1977 : The Outsiders - One to Infinity (EP)
- 1979 : Second Layer - Flesh As Property (EP)
- 1980 : Second Layer - State of Emergency (EP)
- 1981 : The Witch Trials - The Witch Trials (EP)
- 1987 : Adrian Borland & The Citizens - Light the Sky (single)
- 1989 : Adrian Borland & The Citizens - Beneath the Big Wheel (single)
- 1989 : Honolulu Mountain Daffodils - Also Sprächt Scott Thurston (single)
- 1991 : Honolulu Mountain Daffodils - Psychic Hit-List Victims (EP)
- 1992 : Adrian Borland & The Citizens - All the Words (single)
- 1997 : Adrian Borland - Over the Under (single)

#### Compilations
- 1987 : Second Layer - Second Layer
- 1992 : Honolulu Mountain Daffodils - Guitars of the Oceanic Undergrowth / Tequila Dementia
- 1993 : The Outsiders - Vital Years
- 1996 : Adrian Borland - Cinematic

Overview

#### Post Mortem
- 2006 : Adrian Borland -  The Amsterdam Tapes
- 2017 Adrian Borland -  Lovefield
- 2020 Adrian Borland -  Lovefield Neon And Stone